# Marciana Marina
Marciana Marina ist eine italienische Gemeinde auf der Insel Elba mit 1876 Einwohnern (Stand 31. Dezember 2023). Sie gehört zur Provinz Livorno in der Toskana.

## Geografie
Das Seebad und Fischerdorf liegt in einer Bucht an der Nordwestküste der Insel Elba. 

Der Ort ist zugleich auch eigenständige Kommune, umgeben von der Kommune Marciana, zu der der Ort bis zur Eigenständigkeit 1951 gehörte. Die Kommune besitzt keine weiteren Fraktionen (Ortsteile) und ist flächenmäßig die kleinste Gemeinde der Toskana.

Marciana Marina liegt am Fuße des Monte-Capanne-Massivs, in dessen Ausläufer sich der Ort einschmiegt. Die beiden Bergdörfer Poggio und Marciana wirken wie einst als Wachposten in ca. 330–375 m Höhe inmitten umfangreicher Kastanienwälder.

## Geschichte
Der Ort wurde ursprünglich als Hafen für die befestigten Bergdörfer Poggio und Marciana gebaut. Als die Piratenüberfälle Ende des 17. Jahrhunderts abflauten, erlebte der Ort einen ersten Aufschwung. 1884 wurde er zur eigenständigen Gemeinde erhoben.

## Sehenswürdigkeiten
Die Uferpromenade

Marciana Marina als ehemaliges Fischerdorf mit Hafenanlage ist längs der ca. 850 m langen Bucht direkt am Meer angesiedelt. Direkt am Ufer liegt die Uferpromenade, die von Cotone im Osten bis La Fenicia im Westen reicht und den zentralen Mittelpunkt für das Touristen- und Geschäftsleben bildet. Zahlreiche Geschäfte und Cafés bieten Abwechslung mit sehr schönem Ausblick.
Der pisanische Turm

Am westlichen Ende der Bucht befindet sich der im 12. Jahrhundert erbaute pisanische Wehrturm Torre degli Appiani, an dem sich die Kaimauer anschließt, die den Hafen vor Wellen schützt. Der Turm war bereits auf einer Karte von Cristoforo Buondelmonti aus dem Jahr 1420 als Torre di Marciana eingezeichnet. Weitere gebräuchliche Namen sind Torre Medicea oder Torre Saracena.
La Fenicia und Vicinato lungo

Unmittelbar südlich des pisanischen Turms schließt sich einer von zwei Stränden Marciana Marinas an, der Grobkiesstrand La Fenicia. Nahe Restaurants und das azurblaue Meer machen einen Aufenthalt sehr angenehm. Der zweite Strand (Schotter) beginnt direkt am westlichen Ende der Strandpromenade (Vicinato lungo) und zieht sich bis Cotone hin. Hier sind zahlreiche Cafés, Restaurants und Lebensmittelgeschäfte angesiedelt.
Chiesa Santa Chiara

Direkt hinter dieser Häuserzeile liegt die Piazza Vittorio Emanuele (auch Piazza della Chiesa) mit der Kirche Santa Chiara, die der Schutzpatronin des Ortes geweiht und um 1776 anstelle einer kleineren Kirche erbaut wurde. Hier finden auch die zahlreichen und zumeist stimmungsvollen Festlichkeiten des Ortes statt. Alljährlich am 12. August wird in einer feierlichen Prozession die Statue der Heiligen zum Hafen gebracht.
Cotone

Cotone ist der älteste Teil des Ortes. Die Häuser wurden auf und an den dortigen Felsen erbaut, die dem Ortsteil seinen Namen gaben (Cotone = große Felsen). Hier findet man einen winzigen Hafen, in den eigentlich nur ein Fischerboot passt, sowie romantische Gassen und Zeichen der fast vergangenen Fischerei. Ein wunderbarer Blick auf Marciana Marina bietet sich beim Sonnenbad auf den begehbaren Felsen.

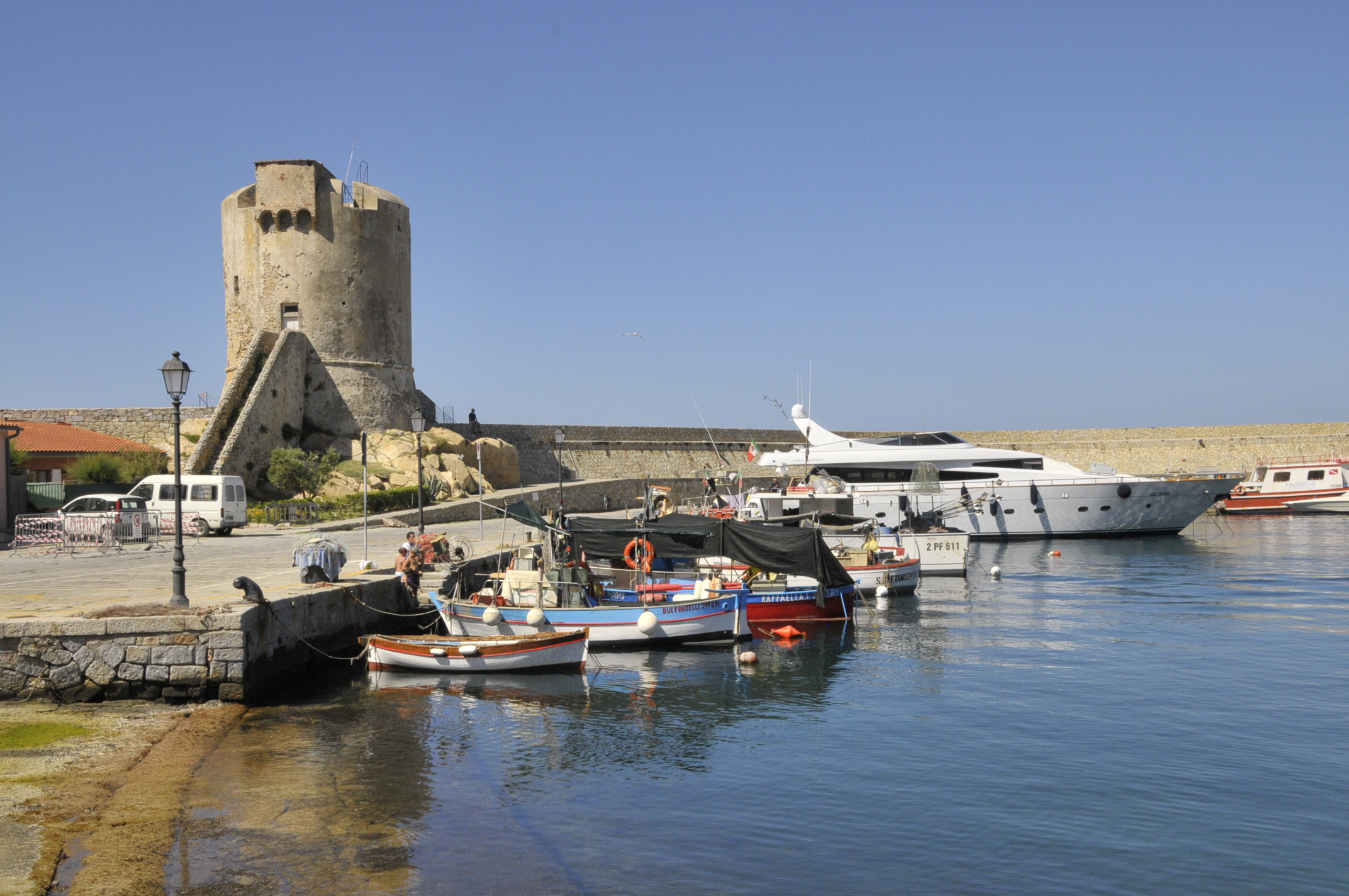
Torre degli Appiani
Santa Chiara
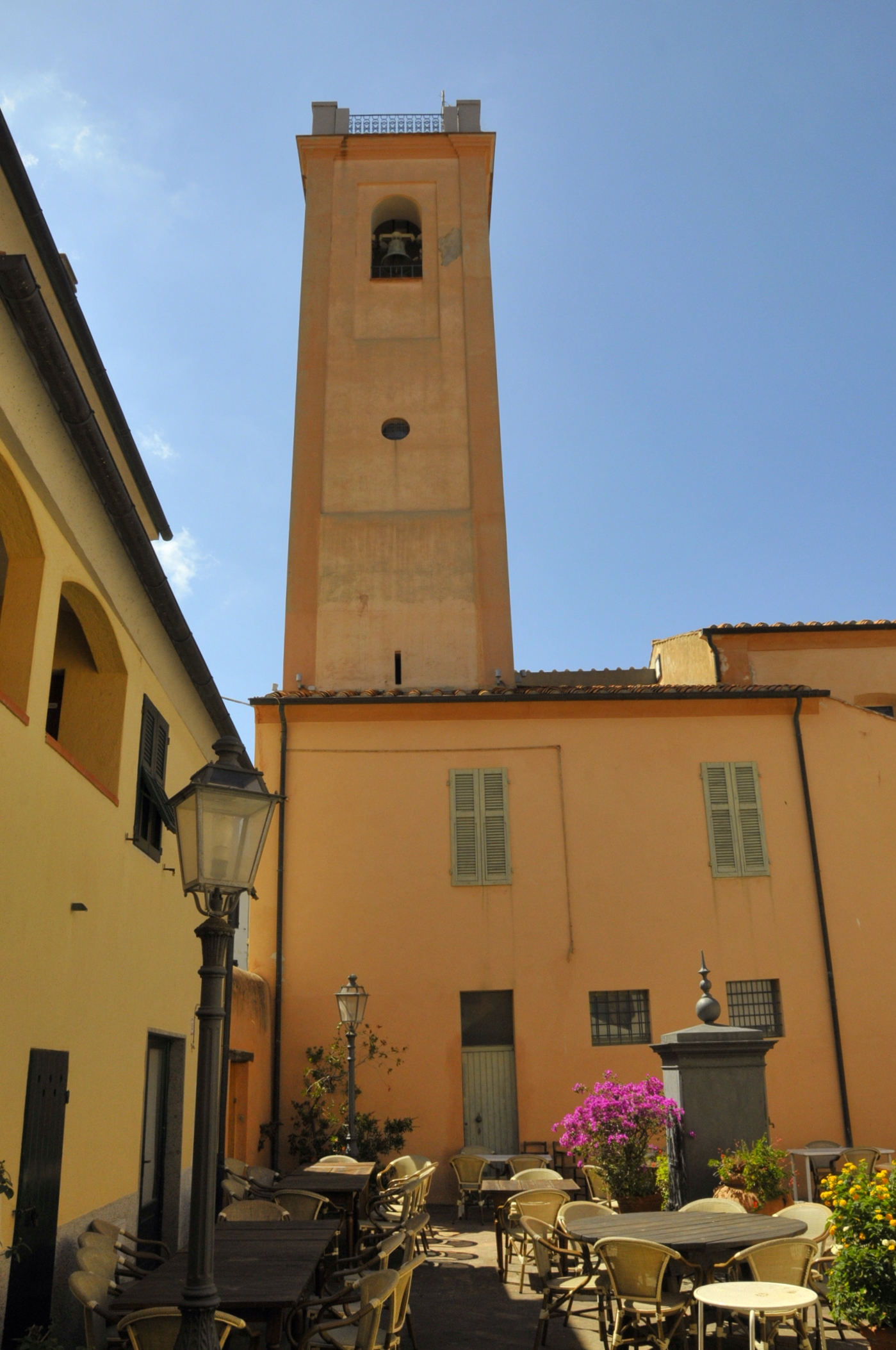
Santa Chiara, Campanile
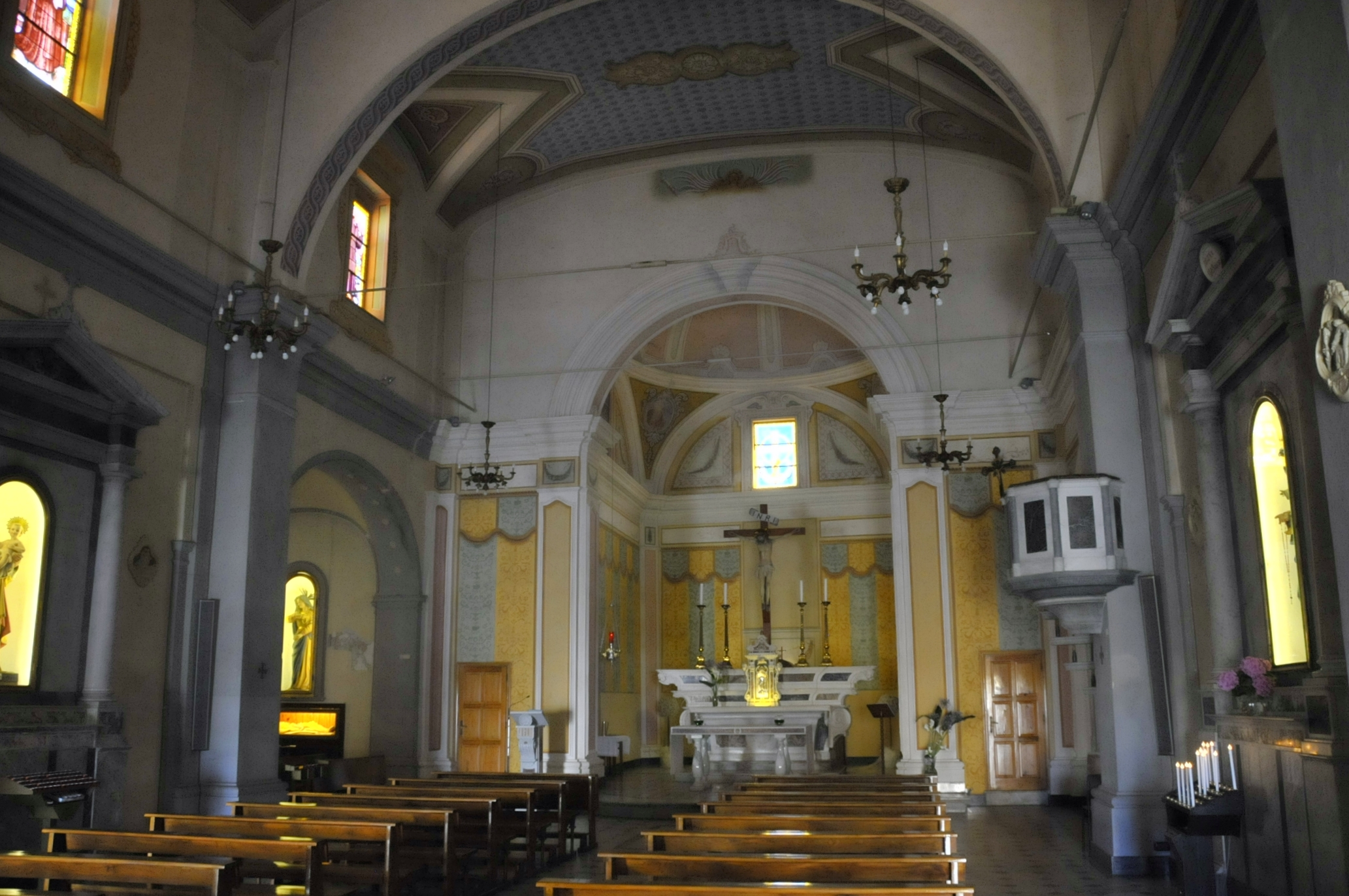
Santa Chiara, Inneres
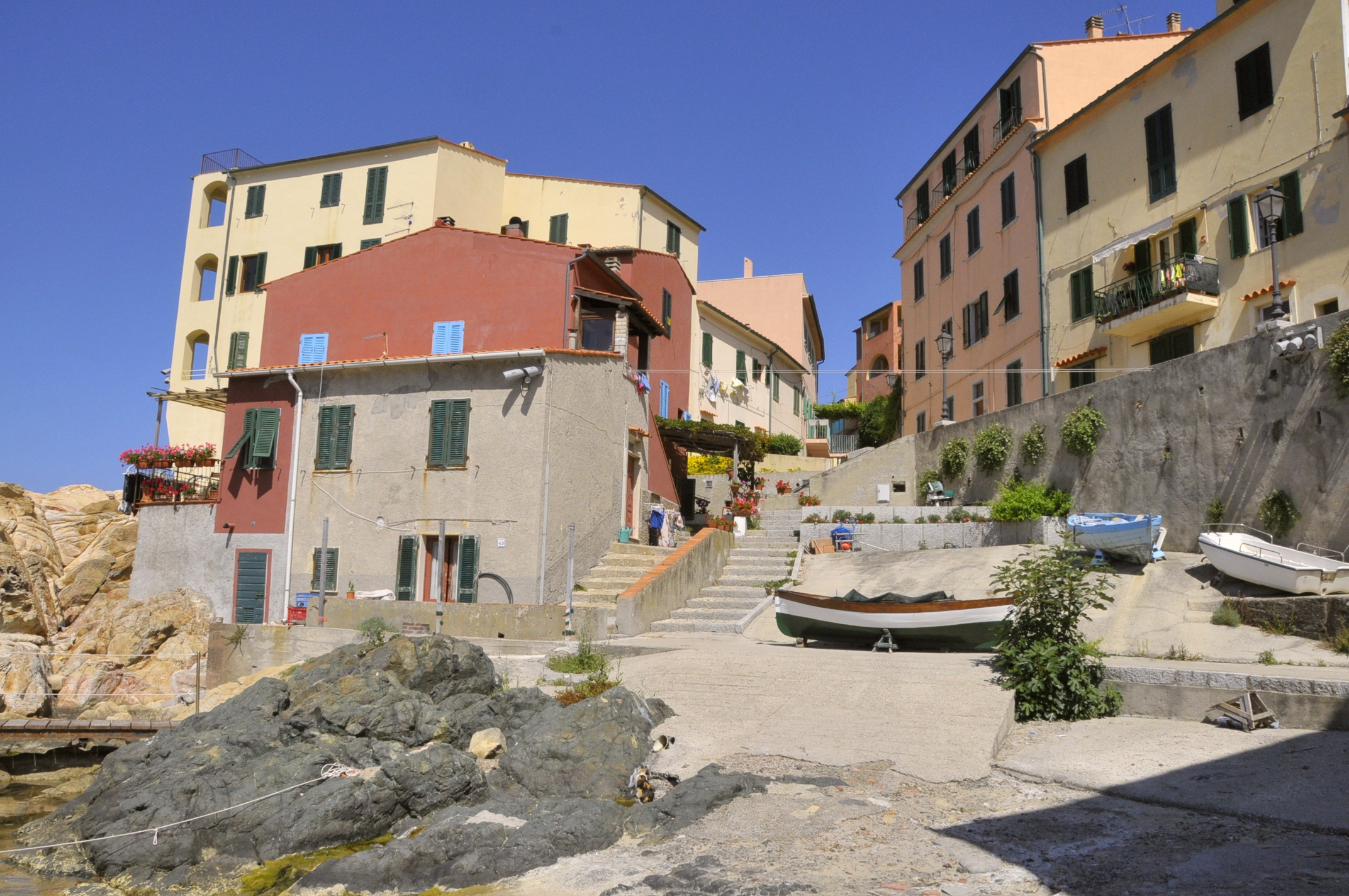
Cotone, der älteste Ortsteil Marciana Marinas
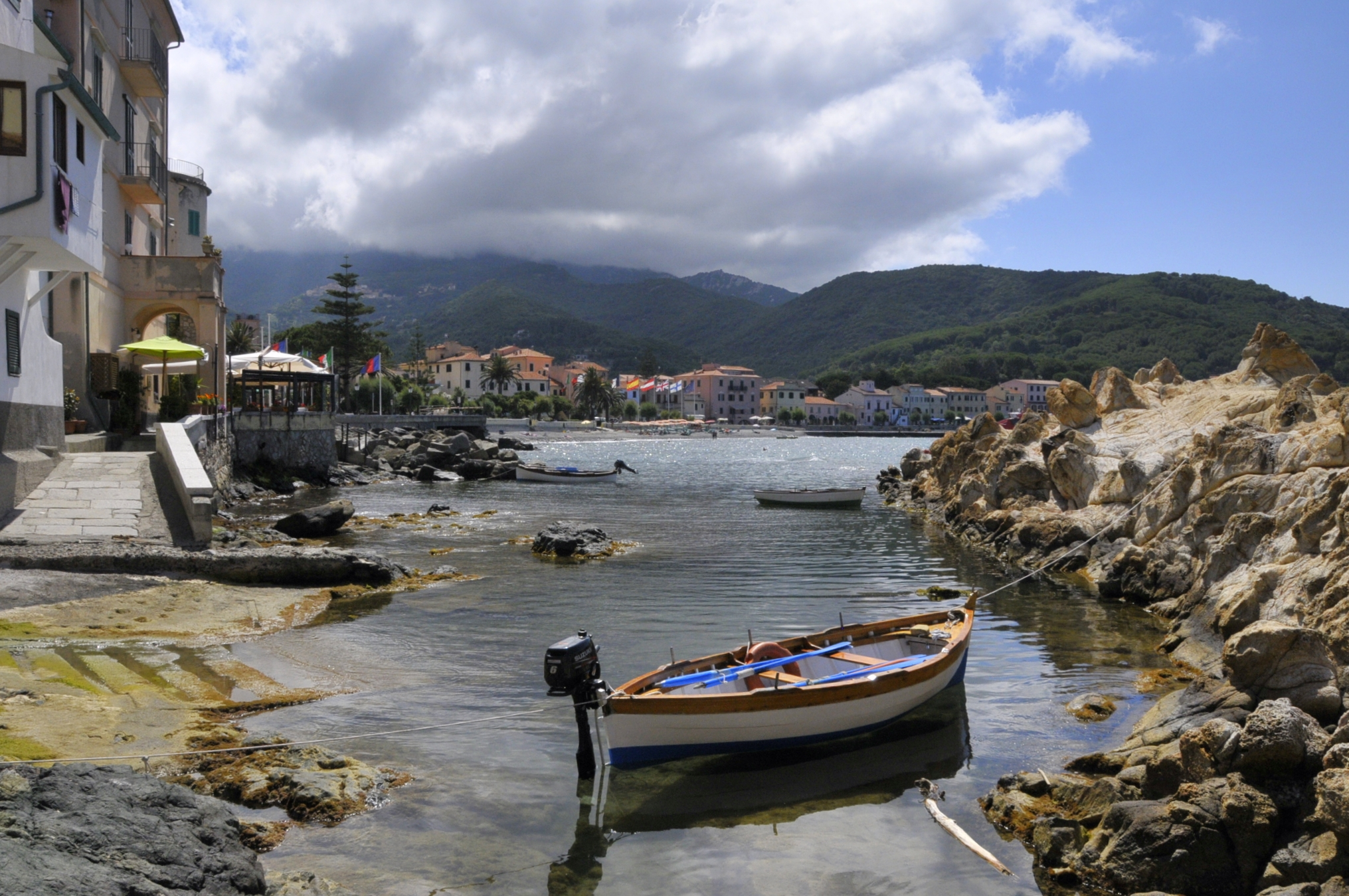
Der Minihafen von Cotone
So sieht man Marciana Marina vom Felsen in Cotone
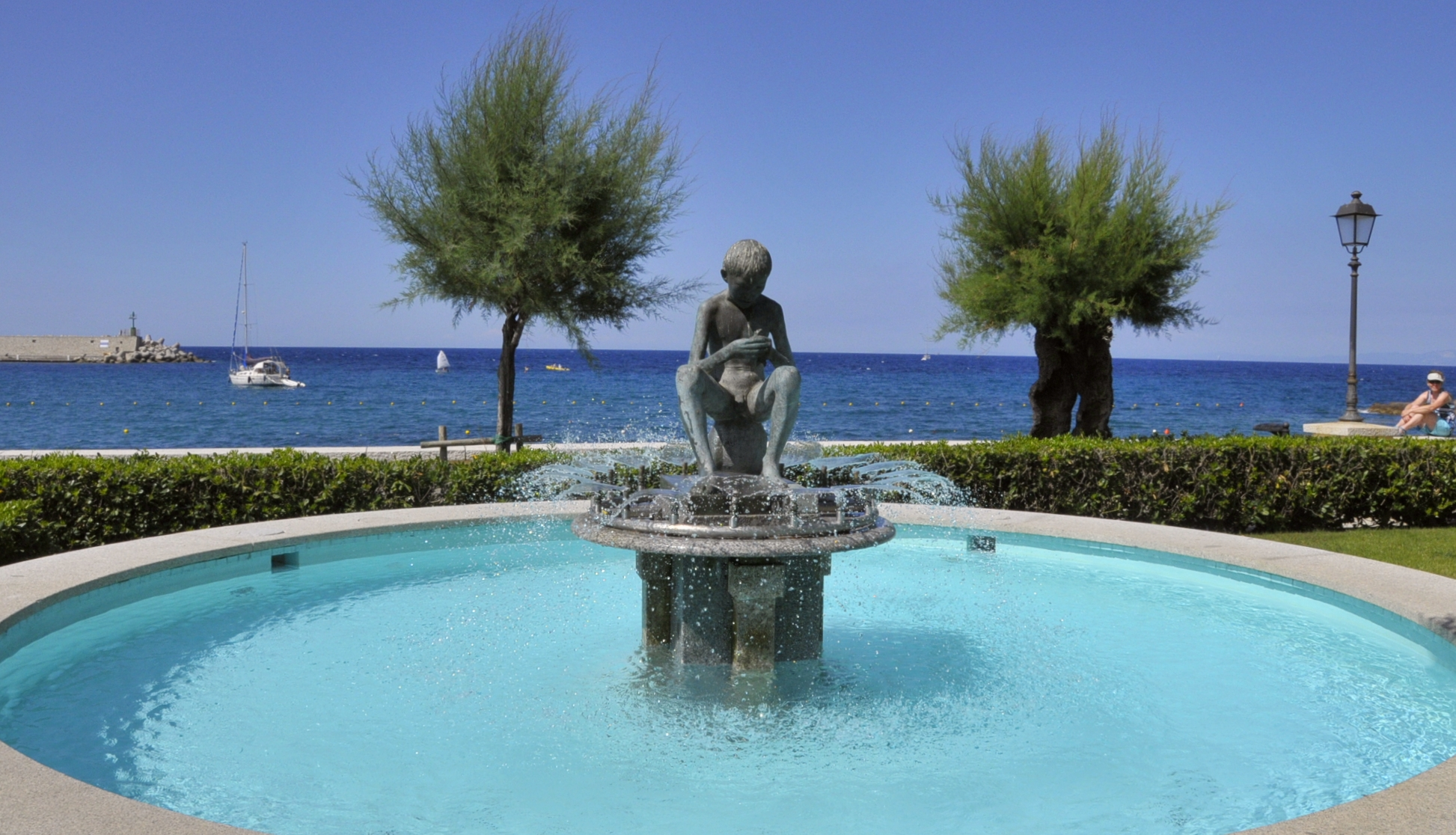
Brunnen des Fischerjungen

## Tourismus und Einkaufen
Marciana Marina ist ein beliebtes Touristenziel für Hotelurlauber und Ferienhausbewohner. Campingplätze sind nicht vorhanden.
Der Ort verfügt über alle notwendigen Einrichtungen, wie Postamt, Banken mit Geldautomaten, Conad-Supermarkt, kleine Lebensmittelläden, Bäckerei, Metzgerei, Apotheke, Weinhandlungen und zahlreiche Restaurants und Bars.

Ein Yachthafen ist ebenso vorhanden, wie eine Anlagestelle für regelmäßig verkehrende Ausflugsboote. Ein Strandleben ist lediglich an den oben erwähnten zwei Kies- und Schotterstränden zu verzeichnen.

## Verkehr
Den Ort erreicht man von Osten (Portoferraio-Procchio) kommend über die Küstenstraße, die rings um Elba führt, die Provinzstraße 25. Die nach Westen weiterführende Straße durchquert die Bergdörfer Poggio und Marciana. Die ATL Buslinie verkehrt auch hier regelmäßig. Parkplätze liegen etwas am Rande des Ortes. Die Parkflächen an der Promenade sind kostenpflichtig und sehr begehrt.

## Söhne und Töchter der Gemeinde
- Giuseppe Vadi (1825–1907), italienischer Patriot
- Giuseppe Cerboni (1827–1917), Mathematiker
- Duilio Brignetti (1926–1993), Moderner Fünfkämpfer